# Hadi Alizade
Hadi Alizade (pers.  هادی علیزاده پورنیا; ur. 4 marca 1990) – irański zapaśnik w stylu klasycznym. Zajął szesnaste miejsce w mistrzostwach świata w 2014. Złoty medalista mistrzostw Azji w 2012; brązowy w 2013. Pierwszy w Pucharze Świata w 2014; jedenasty w 2013 i dwunasty w 2012. Uniwersytecki mistrz świata w 2012, srebro na uniwersjadzie w 2013. Brązowy medal na mistrzostwach Azji i na mistrzostwach świata juniorów w 2010 roku.